# 沙特氏長鱸
沙特氏長鱸，為輻鰭魚綱鱸形目鱸亞目鮨科的其中一種，分布於加勒比海古拉索海域，棲息深度182-241公尺，體長可達13.2公分，生活在大陸坡，為底棲性魚類，屬肉食性，生活習性不明。

## 擴展閱讀
- 沙特氏長鱸的图片 （页面存档备份，存于）